# Hamilton (film, 2020)
A Hamilton 2020-ban bemutatott amerikai zenés film. A film az azonos című musical felvételeiből áll, amelyet Thomas Kail rendezett Ron Chernow életrajzi könyve alapján.
A film forgatókönyvírója és zeneszerzője Lin-Manuel Miranda. A producerei Thomas Kail, Lin-Manuel Miranda és Jeffrey Seller. A főbb szerepekben Lin-Manuel Miranda, Phillipa Soo, Leslie Odom Jr., Renée Elise Goldsberry és Daveed Diggs láthatók. A film gyártója a Walt Disney Pictures, a 5000 Broadway Productions, a Nevis Productions, az Old 320 Sycamore Pictures és a RadicalMedia, forgalmazója a Walt Disney Studios Motion Pictures.
Amerikában eredetileg 2021. október 15-én mutatták volna be a mozikban, koronavírus-járvány miatt előrehozták 2020. július 3-ára és a Disney+-on mutatták be. Magyarországon 2022-ben.

## Szereplők
| Szereplő             | Színész                |
| -------------------- | ---------------------- |
| Alexander Hamilton   | Lin-Manuel Miranda     |
| Eliza Hamilton       | Phillipa Soo           |
| Aaron Burr           | Leslie Odom Jr.        |
| Angelica Schuyler    | Renée Elise Goldsberry |
| Marquis de Lafayette | Daveed Diggs           |
| Thomas Jefferson     | Daveed Diggs           |
| George Washington    | Christopher Jackson    |
| Hercules Mulligan    | Okieriete Onaodowan    |
| James Madison        | Okieriete Onaodowan    |
| Peggy Schuyler       | Jasmine Cephas Jones   |
| Maria Reynolds       | Jasmine Cephas Jones   |
| John Laurens         | Anthony Ramos          |
| Philip Hamilton      | Anthony Ramos          |
| III. György          | Jonathan Groff         |
| Philip Schuyler      | Sydney James Harcourt  |
| James Reynolds       | Sydney James Harcourt  |
| doktor               | Sydney James Harcourt  |
| Samuel Seabury       | Thayne Jasperson       |
| Charles Lee          | Jon Rua                |
| George Eacker        | Ephraim Sykes          |

Ezen kívül Carleigh Bettiol, Ariana DeBose, Hope Easterbrook, Sasha Hutchings, Elizabeth Judd, Austin Smith és Seth Stewart szintén szerepelnek benne.

## Gyártás
2020. február 3-án bejelentették, hogy a Walt Disney Studios 75 millió dollárért megszerezte a film jogát. A Disney sikeresen megelőzte a több versenytársat, köztük a Warner Bros. Picturest, a 20th Century Foxot és a Netflix-et, amelyek mindegyike érdeklődőt a filmjogok iránt.  Az egyezségről, amely állítólag az egyik legdrágább filmjogi megvásárlsás, amelyet a Walt Disney Pictures elnöke, Sean Bailey és a Disney vezérigazgatója, Bob Iger tárgyalt ki.

## Filmzene

### Stáblista
- "My Shot (Rise Up Remix)"[9] – The Roots feat. Busta Rhymes, Joell Ortiz és Nate Ruess
- "Dear Theodosia" (hangszeres)[9] – zenekar
- "Exit Music" – zenekar

## Bemutatás
A film eredetileg 2021. október 15-én mutatták volna be a Walt Disney Studios Motion Pictures forgalmazásában, de később előrehozták 2020. július 3-ára. Disney és Miranda 2020. május 12-én bejelentették, hogy a film a koronavírus-járvány miatt a Diseny+-on fog debütálni. Így a filmet Függetlenség napja 244. évfordulójára időzítették. A filma alktotói kezdetben vonakodtak, hogy streaming szolgáltatón mutassák be a filmet, de végül beleegyeztek a dologba.